# Exocoetus volitans

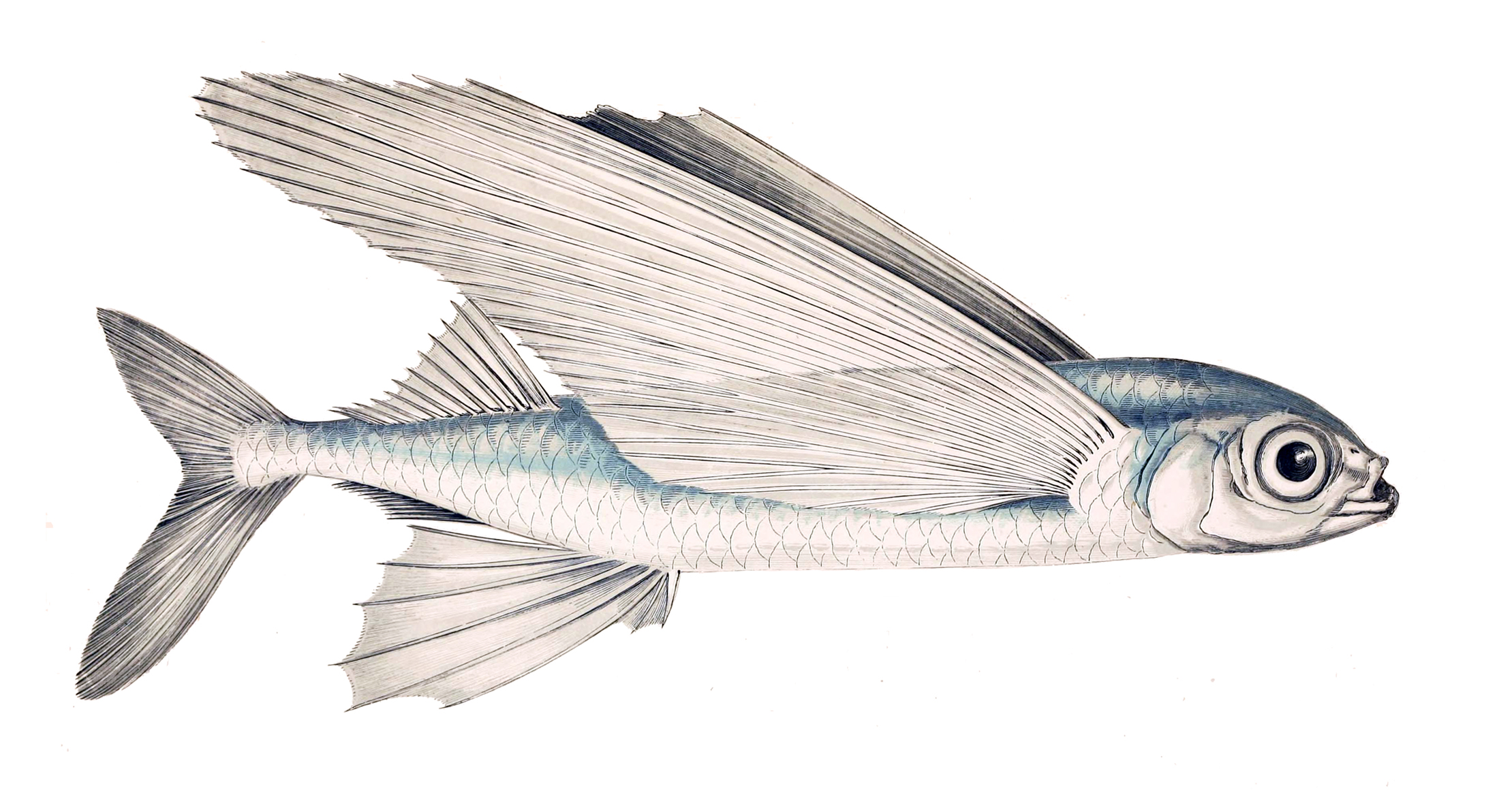
Chi tiết.

Exocoetus volitans, cá chuồn bay , là một loài cá chuồn trong họ Exocoetidae. Loài này sinh sống rộng rãi ở các vùng nước nhiệt đới và cận nhiệt đới đại dương của biển ở Địa Trung Hải và Caribbe. 
Loài cá này được tiêu thụ trên thị trường với mức giá trung bình.
Chiều dài tối đa của nó là bình thường khoảng 20 cm, mặc dù kích thước tối đa đã được ghi nhận lên đến 30 cm. Loài cá này không có vây gai, với nhiều vây tia dài mềm mại, màu sắc cơ thể là tối, óng ánh màu xanh ở trên và bạc trắng bên dưới để ngụy trang với bầu trời khi chúng nhảy ra khỏi nước.

## Hình ảnh

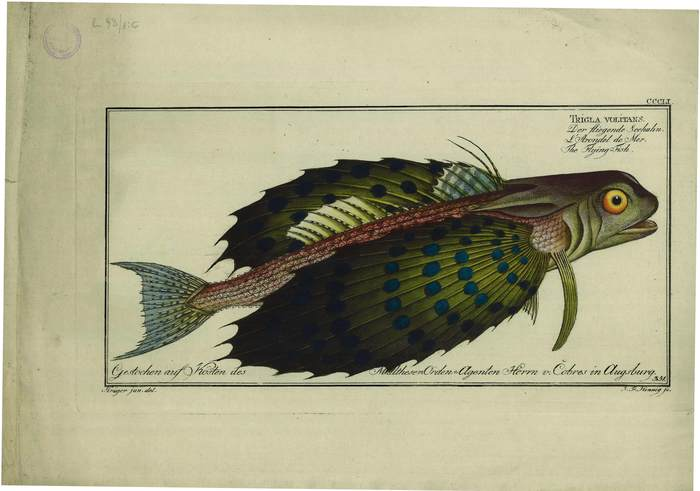
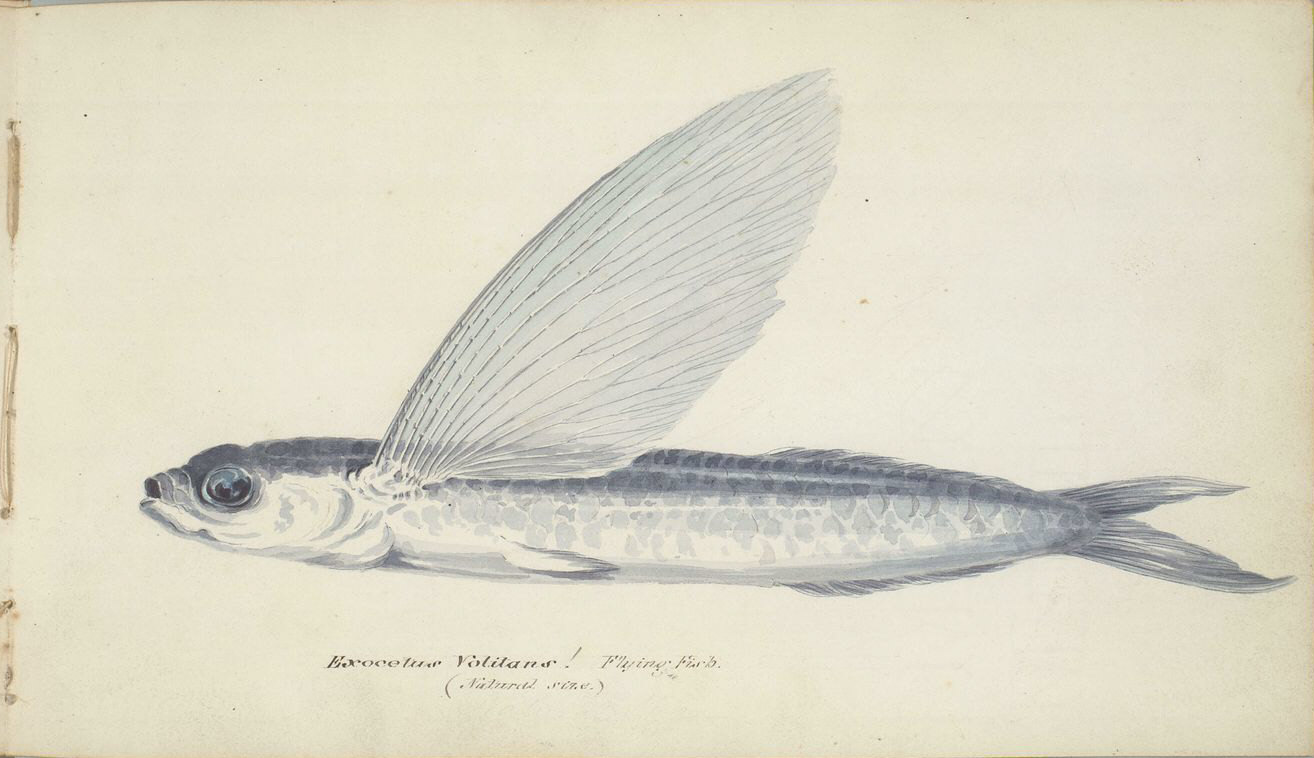